# من كارثة إلى كارثة (فلم هندي)
من كارثة إلى كارثة أو قيامت سي قيامت تك هو فيلم هندي رومانسي صدر عام 1988 من تأليف ناصر خان وإخراج منصور خان وبطولة عامر خان وجوهي تشاولا في أول فيلم لهما معا على الشاشة. حقق الفيلم نجاحا ساحقا عند إصداره ليعد واحدا من أبرز 25 فيلما هنديا وجب مشاهدته، كما أطلق بطليه إلى ساحة صدارة النجوم.

## القصة
تعد قصة الفيلم رؤية هندية مقتبسة مستوحاة عن رواية روميو وجوليت، يغرم راج وبراشمي ببعضهما لكن يقعان ضحية عداوة اهلهما القديمه ومع قرارهما الزواج وهربهما من عائلتيهما يقعان ضحية غدرهما.

### بطولة
- عامر خان بدور راج
- جوهي تشاولا بدور راشمي

## روابط خارجية
- من كارثة إلى كارثة على موقع IMDb (الإنجليزية)
- من كارثة إلى كارثة على موقع الموسوعة البريطانية (الإنجليزية)
- من كارثة إلى كارثة على موقع روتن توميتوز (الإنجليزية)
- من كارثة إلى كارثة على موقع نتفليكس (الإنجليزية)
- من كارثة إلى كارثة على موقع أول موفي (الإنجليزية)
- من كارثة إلى كارثة على موقع فيلمافينيتي (الإسبانية)
- من كارثة إلى كارثة على موقع قاعدة بيانات الفيلم (الإنجليزية)
- من كارثة إلى كارثة على موقع ليتربوكسد (الإنجليزية)
- من كارثة إلى كارثة على موقع كينوبويسك (الروسية)